# ISO 3166-2:AI
ISO 3166-2:AI – kody ISO 3166-2 dla Anguilli.
Kody ISO 3166-2 to część standardu ISO 3166 publikowanego przez Międzynarodowa Organizację Normalizacyjną. Kody te są przypisywane głównym jednostkom podziału administracyjnego, takim jak np. województwa czy stany, każdego kraju posiadające kod w standardzie ISO 3166-1. 
Aktualnie (2017) dla Anguilli nie zdefiniowano kodów dla podjednostek administracyjnych. 